# Modrá mešita (Jerevan)
"Modrá mešita" (arménsky Կապույտ Մզկիթ, persky مسجد کبود) je mešita v Jerevanu, v Arménii. Byla postavena v 18. století, v době, kdy Jerevan a okolí patřily do afšárovské perské říše. Podle tradice ji nechal postavit Husajn Alí Chán, místodržitel Jerevanu v době vlády Nádir Šáha. Modrá mešita sloužila jako hlavní mešita Jerevanu. V roce 1931, za dob Sovětského svazu, byla mešita přeměněna na muzeum Jerevanu. Ve druhé polovině 90. let 20. století byla na íránské náklady restaurována a dnes slouží jako jediná funkční jerevanská mešita.

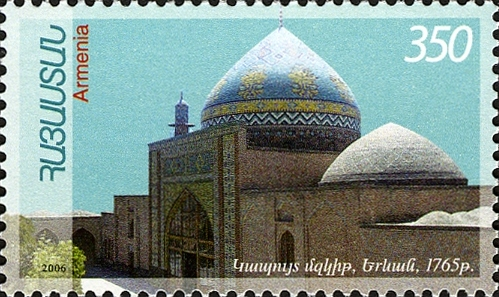
Modrá mešita v Jerevanu (2007)
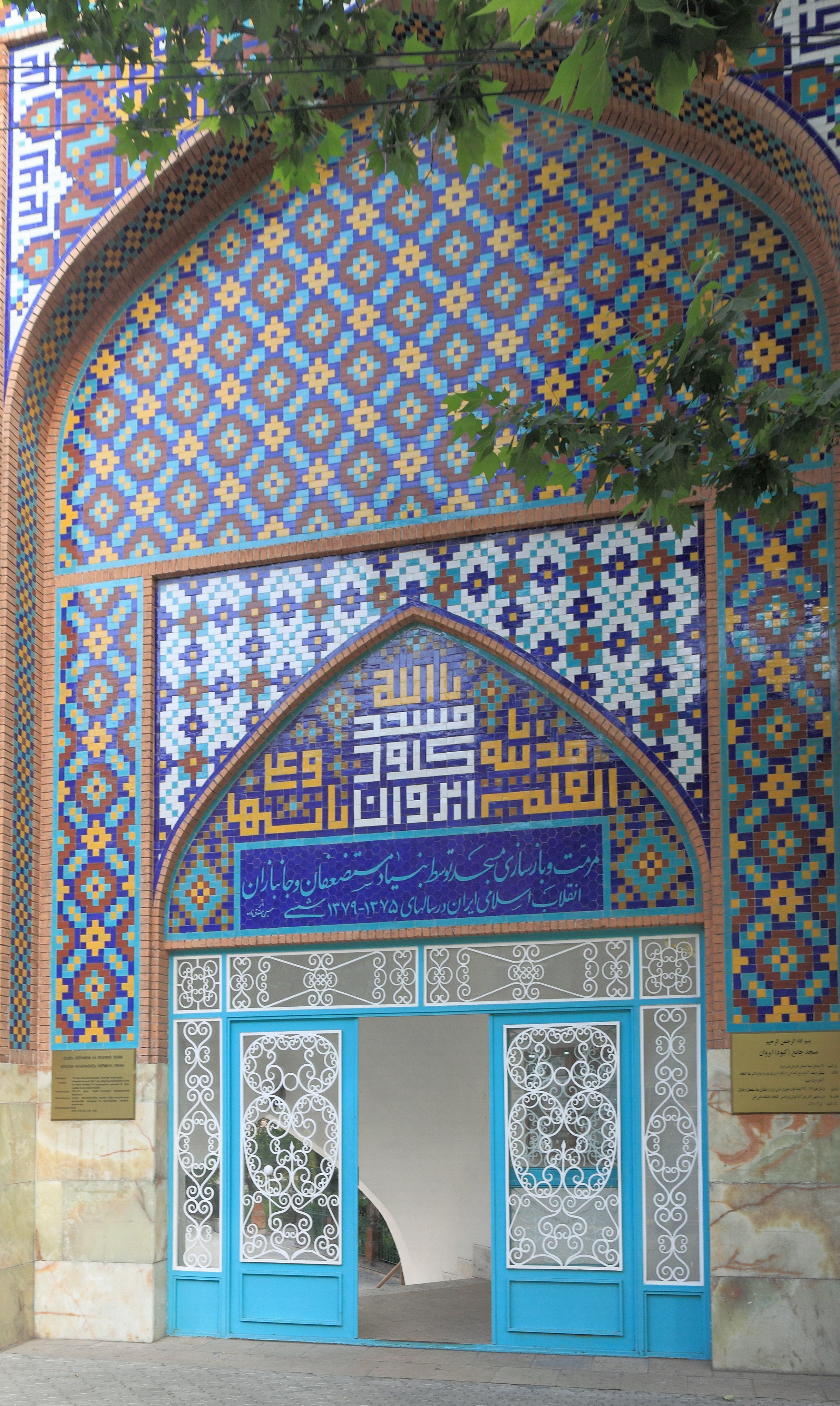
Zdobený portál
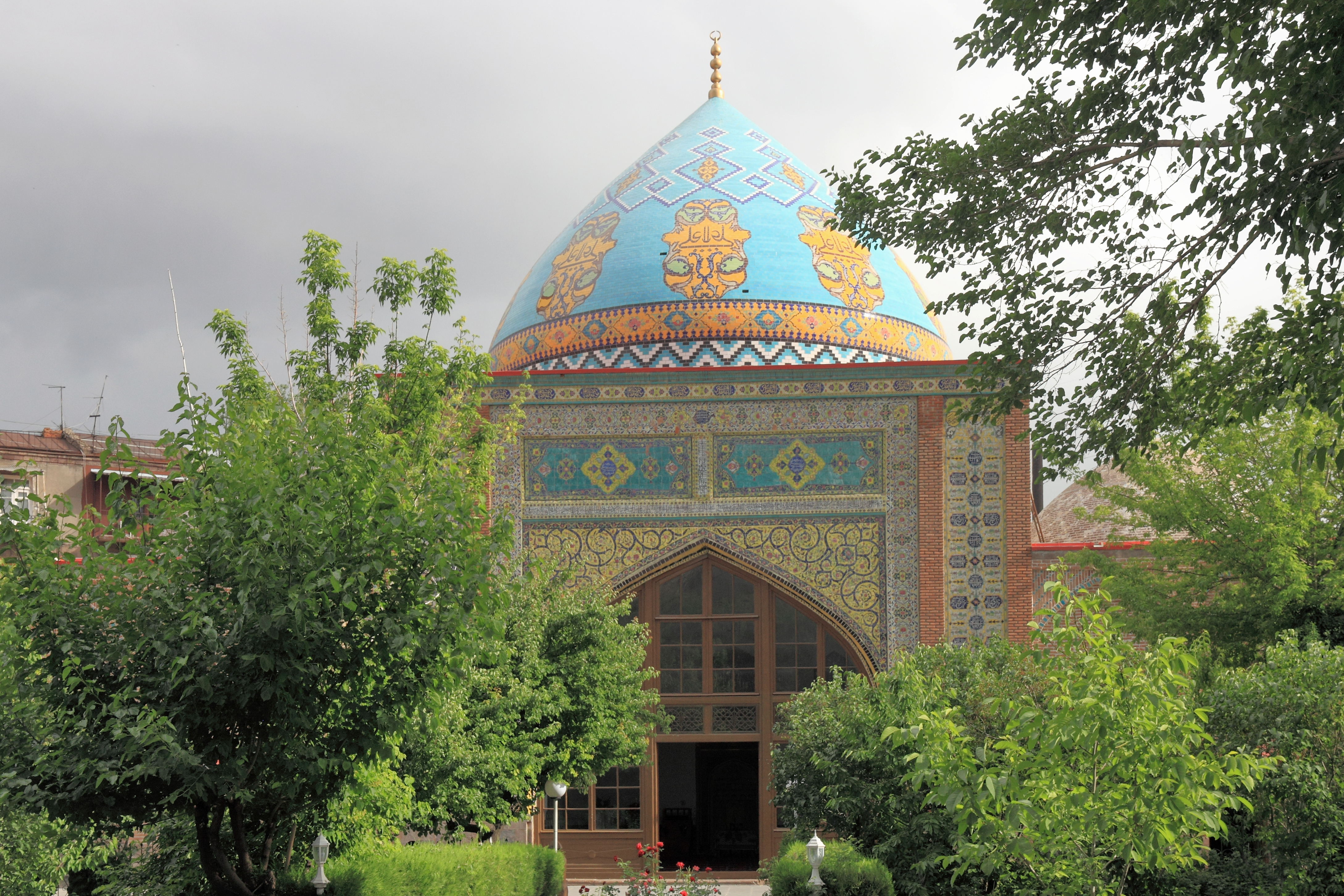
Mešita
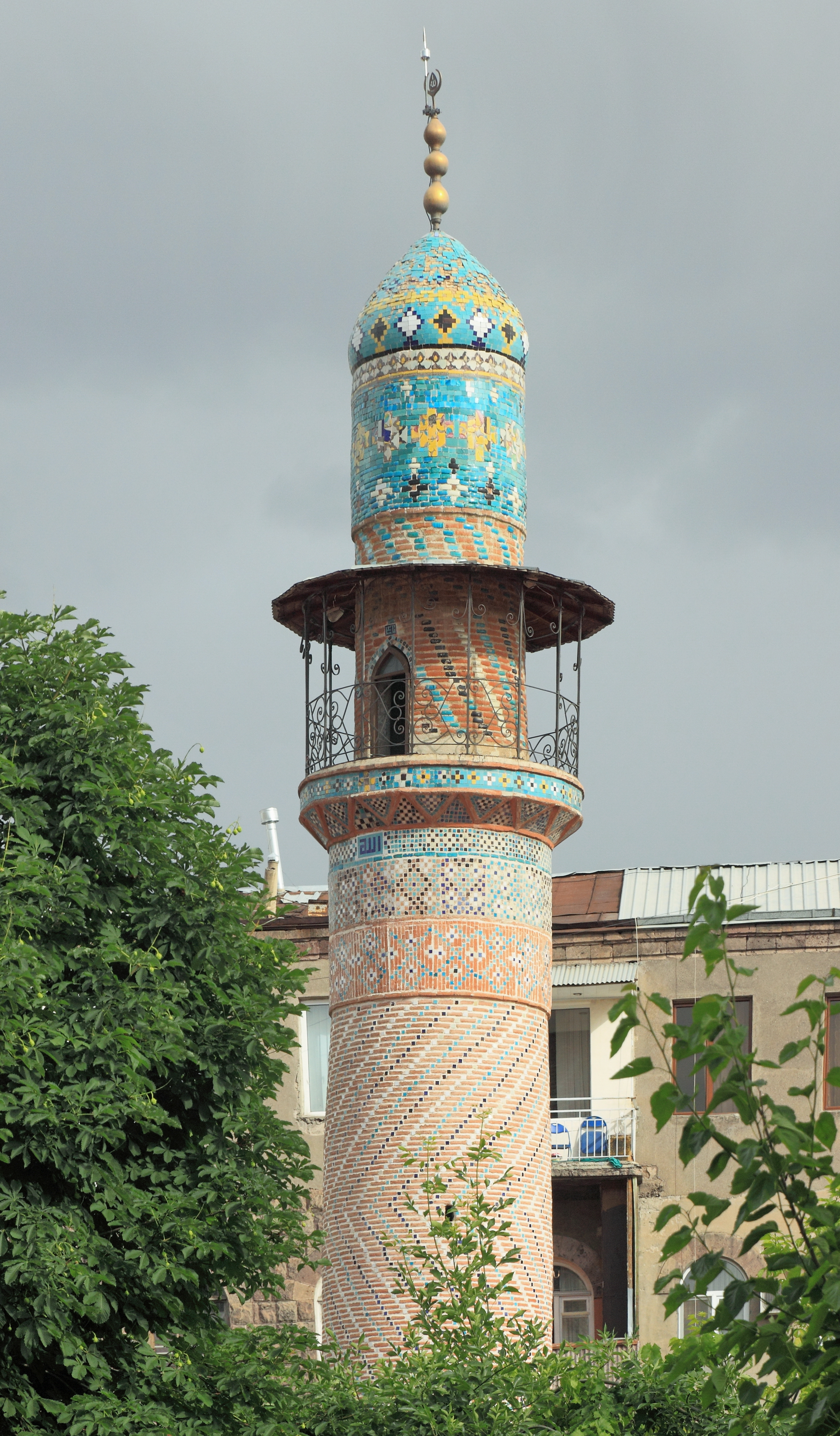
Minaret
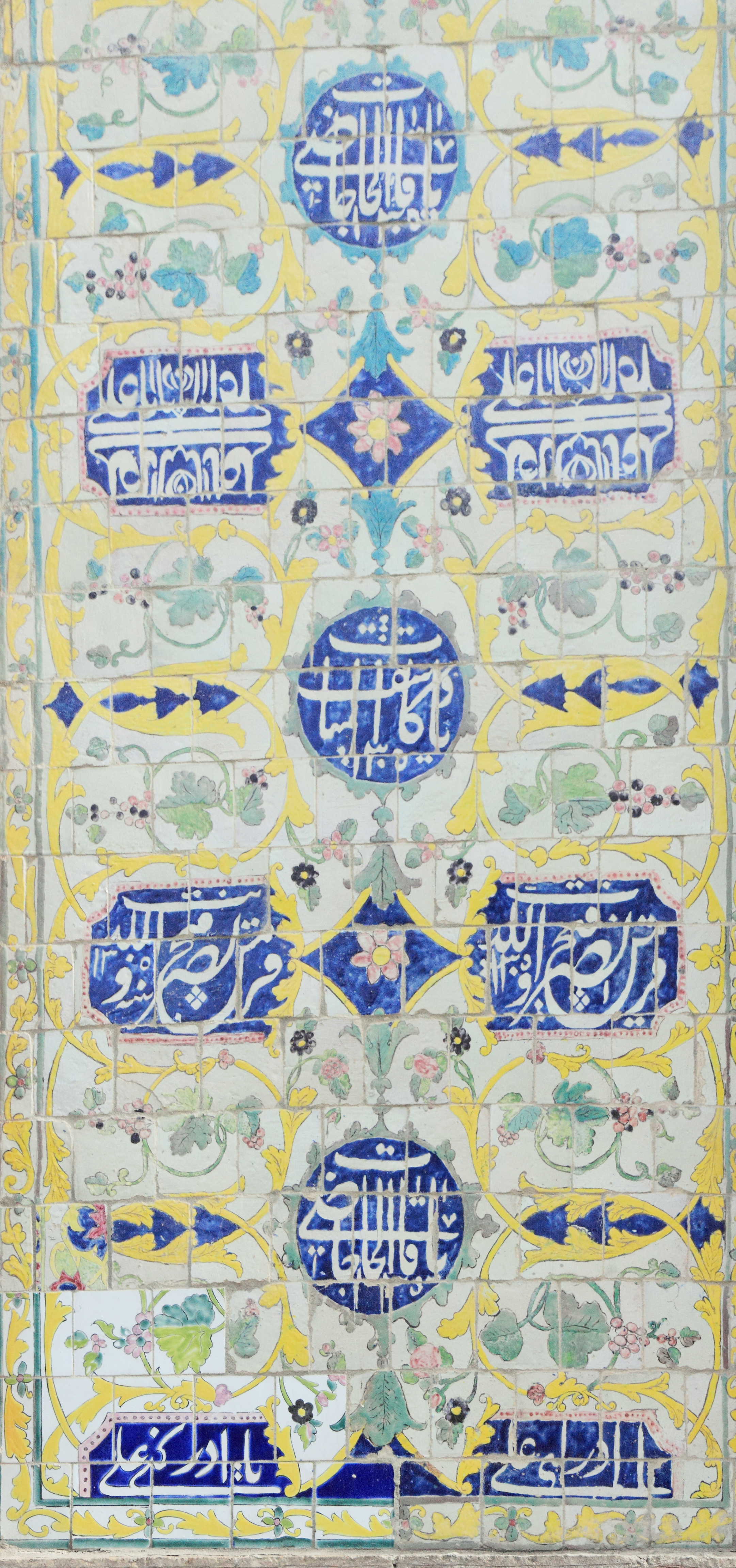
Zdobené dlaždice
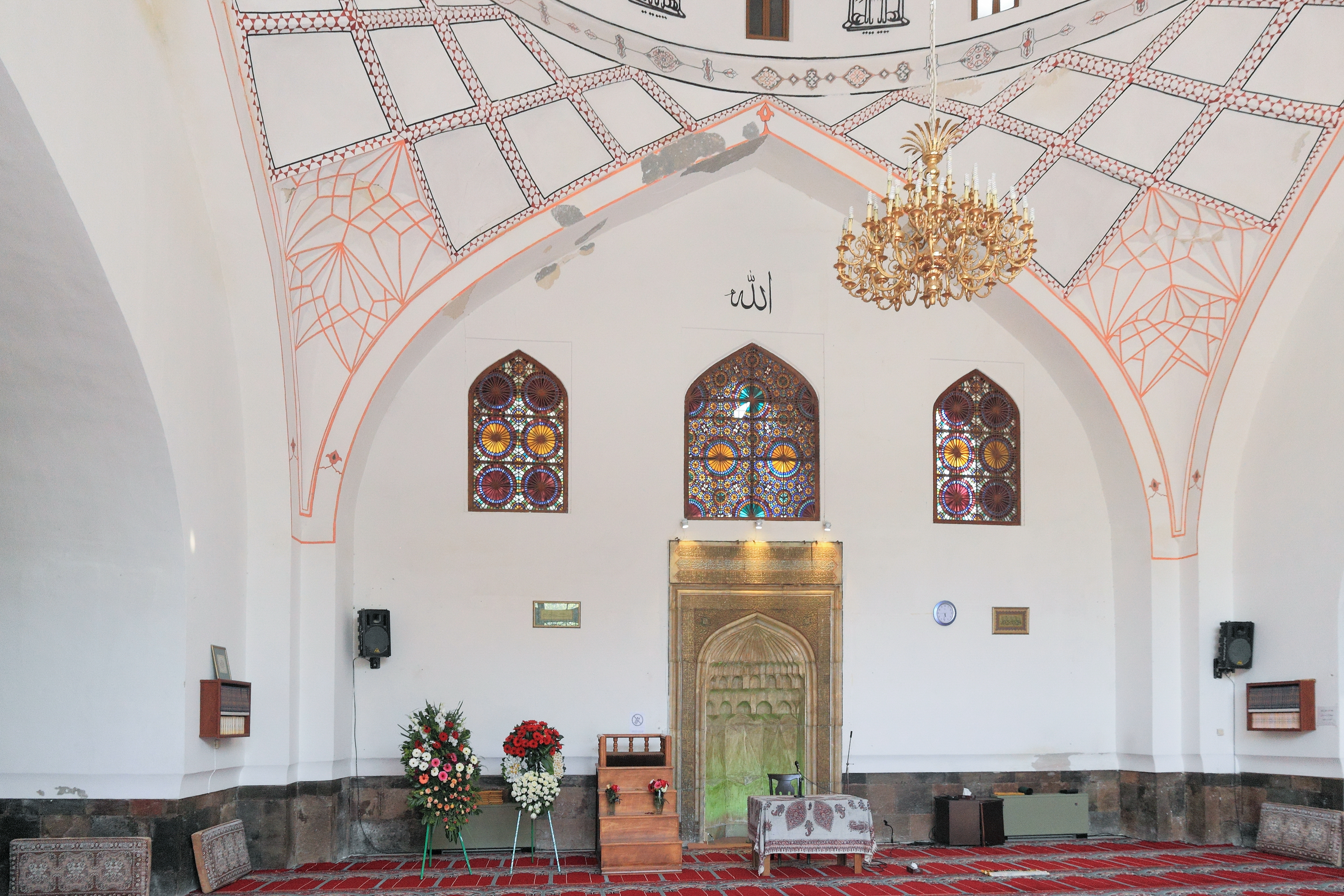
Interiér
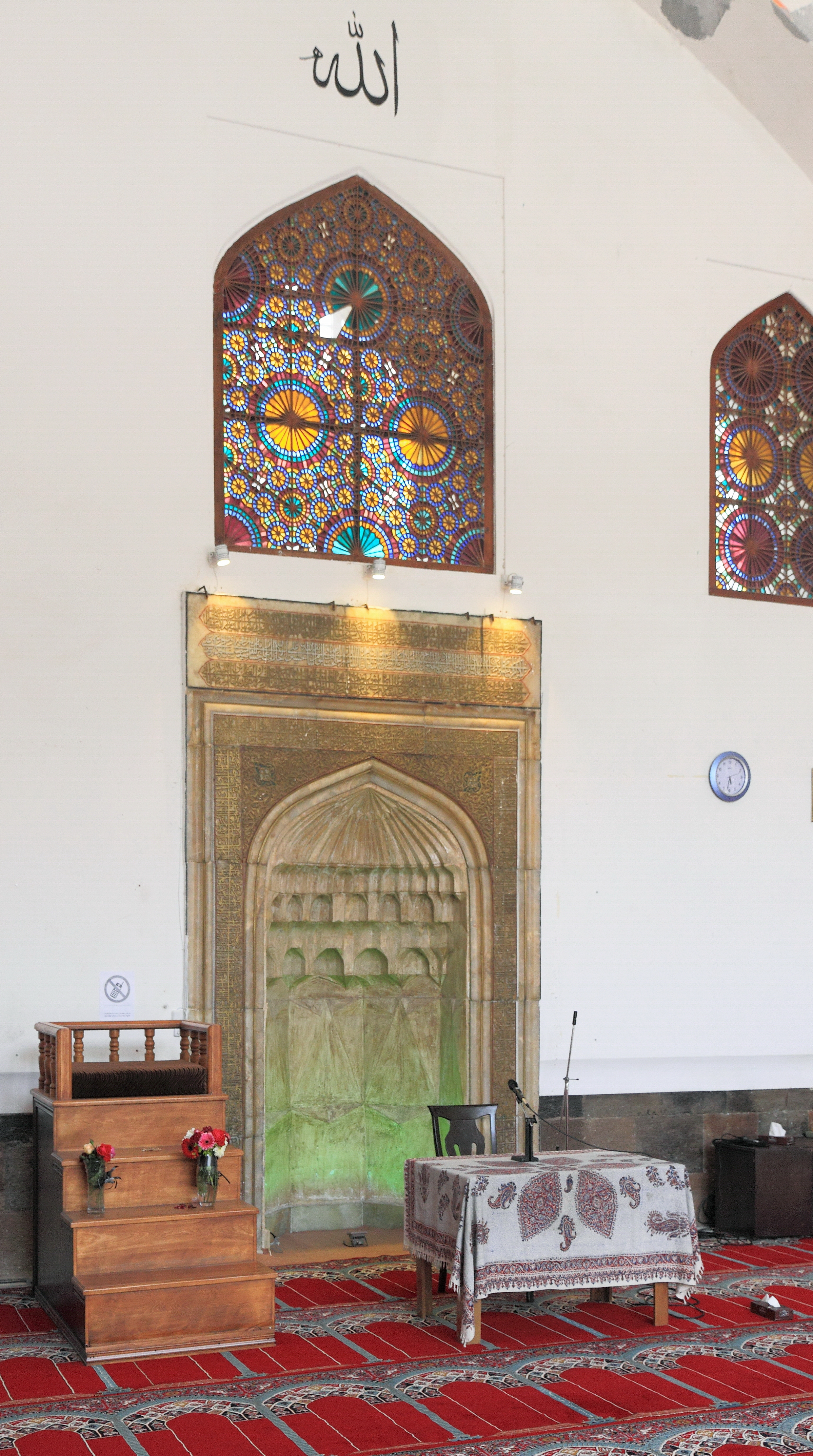
Mihrab